# New York Americans
O New York Americans foi uma equipe de futebol da cidade de Nova York, Estados Unidos.

## Histórico
O time foi fundado em 1931 pelo húngaro naturalizado americano  Erno Schwarz. No ano de sua criação, o New York Americans foi formado basicamente por atletas imigrantes residentes nos Estados Unidos e mandava seus jogos no estádio Polo Grounds, estádio que pertenceu ao New York Giants entre 1925 e 1955. 
Conquistou a National Challenge Cup, o mais tradicional campeonato americano de futebol, nos anos de 1937 e 1954.
A equipe foi extinta em 1983.

## Títulos
- National Challenge Cup: 1937, 1954

## Campanhas de destaque
- Torneio Internacional de Nova York: 8º lugar - 1960